# Selección de fútbol de Darfur
La selección de fútbol de Darfur es la selección representativa de la región oeste de Sudán en dicha disciplina. Se fundó en 2012 y se asoció a la extinta NF-Board, jugando la Copa Mundial VIVA 2012. Más tarde se hizo miembro de ConIFA y jugó la Copa Mundial ConIFA 2014. Se tenía previsto que la selección jugara en el mundial de ConIFA de 2020, pero se canceló debido a la pandemia por coronavirus de 2019-20.

## Historia

### Creación de la selección y afiliación a la NF-Board (2012-2013)
En 2012, como esfuerzo conjunto entre su comunidad, iACT y la Agencia de la ONU para los Refugiados, se creó el equipo representativo de Darfur conformado por refugiados de la frontera entre Chad y Sudán.

#### Copa Mundial VIVA 2012
Ese mismo año, Darfur disputó la Copa Mundial VIVA 2012 en el Kurdistán iraquí, su primer y único torneo internacional como miembro de la NF-Board. Se posicionó en el Grupo C junto con Chipre del Norte y Provenza, siendo goleada por ambas selecciones por 15:0 y 0:18 respectivamente. Luego de quedar tercera de su grupo, se enfrentó a Sahara Occidental en el partido por el noveno lugar, dando como resultado un 5:1 en contra y el primer gol del equipo, el cual fue marcado por Moubarak Haggar Dougom.

### Afiliación a la ConIFA (2014-2020)

#### Copa Mundial de ConIFA de 2014
En 2014, en Östersund, Suecia, el equipo de Darfur participó en su primer Copa Mundial de ConIFA como miembro de la misma. En fase de grupos, jugó en el Grupo C contra Padania recibiendo una goleada de 0:20. Más adelante, se enfrentó a Osetia del Sur perdiendo 0:19. En las semifinales por el noveno puesto, Darfur jugó contra Nagorno Karabaj, cayendo de nuevo por goleada por un resultado de 0:12. En el partido por el 11° puesto y el último para la selección disputó el partido contra Tamil Eelam perdiendo por 0:10.

#### Rumbo al Mundial de 2020
Uno de los encuentros que servirían de preparación para la Copa Mundial ConIFA de 2020 fue el amistoso contra Cascadia en julio de 2019, dando como resultado un 8:1 en contra. A pesar de la derrota, el equipo pudo anotar un gol marcado por Khalid Abdulkhalik. Más tarde, el torneo se canceló debido a la pandemia de COVID-19, la cual impediría la realización de la cuarta edición de la Copa Mundial.

#### Desafiliación de la ConIFA
El 12 de junio de 2020, el equipo de Darfur anunció mediante un comunicado su separación de la ConIFA. En palabras emitidas en dicho comunicado, el equipo mencionó que:

Para servir mejor a nuestra misión y valores, Darfur United ha decidido separarse de CONIFA de manera inmediata... sabíamos que este hermoso juego sería un vehículo para el cambio positivo para un grupo de personas que habían experimentado los horrores del genocidio. También serviría para promover los derechos humanos, la equidad, la inclusión y amplificar las voces de los marginados en todo el mundo. Darfur United ha hecho eso y mucho más. En este punto, quedarse con ConIFA no respaldaría estas intenciones y valores.

### Miembro fundador de la WUFA
Darfur es miembro fundador de la World Unity Football Alliance (WUFA).

## Estadísticas
| Copa Mundial VIVA | Copa Mundial VIVA | Copa Mundial VIVA | Copa Mundial VIVA | Copa Mundial VIVA | Copa Mundial VIVA | Copa Mundial VIVA | Copa Mundial VIVA | Copa Mundial VIVA |
| Año               | Posición          | GP                | G                 | E                 | P                 | GA                | GC                |                   |
| ----------------- | ----------------- | ----------------- | ----------------- | ----------------- | ----------------- | ----------------- | ----------------- | ----------------- |
| 2006              | No participó      | No participó      | No participó      | No participó      | No participó      | No participó      | No participó      |                   |
| 2008              | No participó      | No participó      | No participó      | No participó      | No participó      | No participó      | No participó      |                   |
| 2009              | No participó      | No participó      | No participó      | No participó      | No participó      | No participó      | No participó      |                   |
| 2010              | No participó      | No participó      | No participó      | No participó      | No participó      | No participó      | No participó      |                   |
| 2012              | 9º                | 3                 | 0                 | 0                 | 3                 | 1                 | 38                |                   |
| Total             | Mejor: 9º         | 3                 | 0                 | 0                 | 3                 | 1                 | 38                |                   |

| Copa Mundial de ConIFA | Copa Mundial de ConIFA | Copa Mundial de ConIFA | Copa Mundial de ConIFA | Copa Mundial de ConIFA | Copa Mundial de ConIFA | Copa Mundial de ConIFA | Copa Mundial de ConIFA | Copa Mundial de ConIFA |
| Año                    | Posición               | PJ                     | PG                     | PE                     | PP                     | GA                     | GC                     |                        |
| ---------------------- | ---------------------- | ---------------------- | ---------------------- | ---------------------- | ---------------------- | ---------------------- | ---------------------- | ---------------------- |
| 2014                   | 12º                    | 4                      | 0                      | 0                      | 4                      | 0                      | 61                     |                        |
| 2016                   | No participó           | No participó           | No participó           | No participó           | No participó           | No participó           | No participó           |                        |
| 2018                   | No participó           | No participó           | No participó           | No participó           | No participó           | No participó           | No participó           |                        |
| 2020                   | Evento cancelado       | Evento cancelado       | Evento cancelado       | Evento cancelado       | Evento cancelado       | Evento cancelado       | Evento cancelado       |                        |
| Total                  | Mejor: 12º             | 4                      | 0                      | 0                      | 4                      | 0                      | 61                     |                        |

## Partidos

### Copa Mundial VIVA
| Fecha              | Estadio               | Lugar            |        | Rival             | Resultado |
| ------------------ | --------------------- | ---------------- | ------ | ----------------- | --------- |
| 4 de junio de 2012 | Estadio Brayati       | Erbil, Kurdistán | Darfur | Chipre del Norte  | 0-15      |
| 5 de junio de 2012 | Estadio Franso Hariri | Erbil, Kurdistán | Darfur | Provenza          | 0-18      |
| 7 de junio de 2012 | Estadio Franso Hariri | Erbil, Kurdistán | Darfur | Sahara Occidental | 1-5       |

### Copa Mundial de ConIFA
| Fecha              | Estadio         | Lugar             |        | Rival           | Resultado |
| ------------------ | --------------- | ----------------- | ------ | --------------- | --------- |
| 1 de junio de 2014 | Jämtkraft Arena | Östersund, Suecia | Darfur | Padania         | 0-20      |
| 2 de junio de 2014 | Jämtkraft Arena | Östersund, Suecia | Darfur | Osetia del Sur  | 0-19      |
| 5 de junio de 2014 | Jämtkraft Arena | Östersund, Suecia | Darfur | Nagorno Karabaj | 0-12      |
| 7 de junio de 2014 | Jämtkraft Arena | Östersund, Suecia | Darfur | Tamil Eelam     | 0-10      |

### Amistosos
| Fecha               | Estadio      | Lugar                |        | Rival    | Resultado |
| ------------------- | ------------ | -------------------- | ------ | -------- | --------- |
| 27 de julio de 2019 | French Field | Kent, Estados Unidos | Darfur | Cascadia | 1-8       |